# Fregate
La Isla de Fregate (Île de Frégate), también llamada Isla de Frigate es la más occidental de las Islas Interiores (Inner Islands) graníticas de Seychelles (a 55 km al este de Mahé). Tiene tan sólo 2,19 km² y es conocida, sobre todo, como destino turístico de lujo, aislado y privado. 
Esta isla es un hotel privilegiado, contiene 16 habitaciones que se encuentran en un bosque de cocoteros. Cada habitación posee 186 {\displaystyle m^{2}} y han sido construidas con materiales naturales traídos de Egipto, Tailandia, Asia...
Su nombre se debe a Lazare Picault que se lo puso debido a la abundancia de fragatas que observó en la isla.
El punto más alto de la isla se llama Mount Signal con 125 metros.
La isla está cubierta de takamakas, anacardos, almendros malabares y el raro mirlo de Seychelles, así como algunas reintroducidas tortugas gigantes de Aldabra. También tiene el escarabajo tenebriónido gigante que es endémico de Fregate.